# Kolonia pod Michowem
Kolonia pod Michowem – nieoficjalna kolonia wsi Rudno, w Polsce, w województwie lubelskim, w powiecie lubartowskim, w gminie Michów.
Kolonia należy do sołectwa Rudno.
Miejscowość nie figuruje w spisach urzędowych w systemie TERYT; zapisano wstępnie jej nazwę – jak w osnowie, bez nazwy obocznej. Statut dla tego obiektu geograficznego to niestandaryzowana kolonia wsi Rudno.
W latach 1975–1998 miejscowość administracyjnie należała do województwa lubelskiego.